# Općina Mavrovo i Rostuša
Općina Mavrovo i Rostuša (makedonski: Општина Маврово и Ростуша) je jedna od 80 općina Sjeverne Makedonije koja se prostire na zapadu Sjeverne Makedonije. Mavrovo i Rostuša je jedna od 9 općina Pološke oblasti, teritorij općine proteže se po padinama i visovima Šar-planine, tako da je većina naselja općine smještena na visini od 1000 m, a mnoga su i na većoj visini.
Upravno sjedište ove općine je selo Rostuša.

## Zemljopisne osobine
Općina Mavrovo i Rostuša graniči s općinom Gostivar na sjeveru, te s općinom Kičevo na istoku i jugu, s općinom Debar na jugu, te državom Albanijom na zapadu.
Ukupna površina Općine Mavrovo i Rostuša  je 663.19 km².

## Stanovništvo
Općina Mavrovo i Rostuša  ima 8 618 stanovnika. Po popisu stanovnika iz 2002. nacionalni sastav stanovnika u općini bio je sljedeći; .

## Naselja u Općini Mavrovo i Rostuša
Ukupni broj naselja u općini je 40, i sva su sela.

## Pogledajte i ovo
- Radika
- Mavrovsko jezero
- Nacionalni park Mavrovo
- Sjeverna Makedonija
- Općine Sjeverne Makedonije

## Vanjske poveznice
- Općina Mavrovo i Rostuša na stranicama Discover Macedonia